# Violeta Vuković
Violeta Vuković (in serbo Виолета Вуковић?; Nova Varoš, 3 dicembre 1972) è un'ex cestista serba, fino al 2002 jugoslava.

## Carriera
Con la Jugoslavia ha disputato due edizioni dei Campionati europei (1999, 2001).